# Stjepan Janić
Stjepan Janić (* 24. November 1980 in Bačka Palanka, Jugoslawien) ist ein kroatischer Kanute.
Janić startet für den Kanu Klub Jarun Zagreb und ist Mitglied der kroatischen Nationalmannschaft im Einer-Kajak und Zweier-Kajak. Sein größter Erfolg war bisher die Silbermedaille im Zweier-Kajak auf der Distanz von 1000 m mit seinem Bruder Mićo Janić bei der Junioren-Weltmeisterschaft 1998. Bei den Olympischen Spielen 2008 in Peking wurde er Neunter im Einer-Kajak über 500 und Siebter über 1000 Meter.

## Medaillen
- 1998: Silber Junioren-Weltmeisterschaft (K2 1000 m)

## Sonstiges
- Sein Vater Milan Janić gewann bei den Olympischen Spielen 1984 in Los Angeles die Silbermedaille im Einer-Kajak über 1000 Meter.
- Auch seine Schwester Natasa Janics ist eine erfolgreiche Kanutin, die seit 2002 für Ungarn fährt.